# Grand Canyon (film, 1958)
Pour les articles homonymes, voir Grand Canyon (homonymie).
Pour plus de détails, voir Fiche technique et Distribution.
Grand Canyon est un court métrage documentaire américain réalisé par James Algar en 1958 pour Walt Disney Productions mais il ne fait pas partie de la collection True-Life Adventures. Ce documentaire montre des scènes du parc national du Grand Canyon dans le sud-ouest des États-Unis.
Le film a obtenu l'Oscar du meilleur court métrage en prises de vues réelles en 1958.

## Fiche technique
- Titre : Grand Canyon
- Réalisateur : James Algar
- Photographie : Ernst A. Heiniger, Ray Fernstrom (image aérienne)
- Montage : Norman R. Palmer
- Technicien du son : Robert O. Cook
- Effets spéciaux : Eustace Lycett
- Effets d'animation : Art Riley
- Musique :
  - composition : Ferde Grofé (Grand Canyon Suite)
  - chef d'orchestre : Frederick Stark
  - monteur musique : Evelyn Kennedy
- Directeur de production : Erwin L. Verity
- Producteur : Walt Disney, Ernst A. Heiniger (associé)
- Société de production : Walt Disney Productions
- Durée : 29 min
- Date de sortie : 17 décembre 1958

## Commentaires
Le film a été tourné en utilisant le format Super Technirama 70.
La partition musicale du film, la Grand Canyon Suite de Ferde Grofé, a été interprétée par le Graunke Symphony Orchestra de Munich, et enregistrée en stéréophonie en 1957 en même temps que celle du film La Belle au bois dormant (1959).
Le film a été rediffusé à partir de janvier 1959 en première partie de La Belle au bois dormant (1959), lui aussi en Technirama, principalement afin de justifier le prix des places. La Belle au bois dormant, qui ne dure que 75 min, était diffusé au prix d'un spectacle (ou concert) et non d'un film.